# Fox in the Screen
Fox in the Screen (chino simplificado: 屏裡狐; pinyin: Ping Li Hu), es una serie de televisión china emitida del 21 de noviembre del 2016 hasta el 26 de diciembre del 2016, a través de Sohu TV.

## Sinopsis
La joven pintora, Zheng Xuejing accidentalmente adquiere una pluma mágica que le permite liberar a tres inmortales zorros: Yu Yan, Bai Sheng y Xiao Hei, que han estado atrapados por años en una pantalla. 
Pronto termina involucrada en su mundo, ya que a partir del momento en que los libera, se convierte en su "maestra". Mientras los va conociendo, termina enamorándose del serio Yu Yan. 
Los cuatro trabajarán juntos para detener a las fuerzas del mal, que quieren apoderarse de la pantalla y los poderes que contiene.

## Reparto

### Personajes principales
| Actor                  | Personaje       | Nº de episodios | Notas |
| ---------------------- | --------------- | --------------- | --- |
| Liu Xinqi              | Zheng Xuejing   | 22              | Es una joven pintora, refinada y con una personalidad audaz, que luego de liberar a los tres zorros de la pantalla que los mantenía encerrados, se convierte en su nueva maestra. Conforme los va conociendo, comienza a enamorarse de Yu Yan. Después de ser envenenada por Yun Tao y morir, renace con poderes. |
| Luo Yunxi              | Yu Yan          | 22              | Es el zorro rojo y uno de los zorros atrapados en la pantalla. Debido a lo que vivió en el pasado, se convierte en un hombre arrogante y frío, por lo que cuando conoce a Zheng Xuejing, al principio no la acepta como su nueva maestra, ya que cree que es como sus antiguos maestros, que sólo buscan el poder, sin embargo pronto cambia de parecer, cuando se da cuenta de que ella quiera ayudarlos. Aunque al inicio se rehúsa a aceptar que está enamorado de Xuejing, finalmente lo hace, pero pronto debe protegerla de alguien de su pasado que quiere lastimarla. |
| Huang Junjie           | Bai Sheng       | 22              | Es el zorro blanco y uno de los zorros atrapados en la pantalla. A pesar de ser un joven atractivo, calmado, gentil y que ama cocinar, en realidad en secreto sufre por las acciones que realizó en el pasado, ya que, luego de descubrir a la mujer que amaba engañándolo, terminó matándola junto a su amante; es por esto que se muestra reacio a aceptar los sentimientos de Mu Suyu por él y a auto-perdonarse. Cuando conoce a Zheng Xuejing, se lleva muy bien con ella.                                                                                               |
| Wang Chaoyang (王朝阳) | Xiao Hei (小黑) | 22              | Es el zorro negro y uno de los zorros atrapados en la pantalla. No tiene piernas, por lo que tienen que crearle unas, es curioso y ama comer. Desde que conoce a Zheng Xuejing, se lleva muy bien con ella. |
| Hao Zejia (郝泽嘉)     | Mu Suyu         | -               | Es una amiga de Zheng Xuejing, aunque al inicio está celosa de ella y le roba a su prometido, haciéndole creer que está embarazada, para que se case con ella, su plan es descubierto y la dejan. Días antes, le da a Xuejing una pastilla para que envejezca sin saber que puede matarla, debido a esto, Suyu se arrepiente de sus acciones y hace las paces con ella, jurando protegerla. Cuando conoce a Bai Sheng, se enamora profundamente de él. |

### Personajes secundarios
| Actor                 | Personaje    | Nº de episodios | Notas |
| --------------------- | ------------ | --------------- | --- |
| Long Ni (隆妮)        | Yun Tao      | -               | Es el antiguo interés romántico de Yu Yan, luego de que su madre rechazará su relación con él, accidentalmente muere a manos de su madre, mientras intentaba protegerlo. Luego de ser revivida por su madre, se convierte en una persona rencorosa, vengativa y mala, haciéndose pasar por su madre, hace varias cosas para lastimar a Yu Yan. Está celosa de Zheng Xuejing, por lo que intenta asesinarla, para que Yu Yan regrese con ella, sin embargo él la rechaza y le dice que está enamorado de Xuejing. |
| Tong Xiaomei (童晓梅) | Yun Qi       | -               | Es la madre de Yun Tao, luego de matarla accidentalmente, se sacrifica por ella y le da su vida y su apariencia. |
| Chen Youchen (陈宥宸) | Mu Chen      | -               | |
| Li Xingyou (李星佑)   | Zhang Qiming | -               | |
| Cui Hans (崔绍涵)     | Mu Suyu      | -               | |
| Liu Yang (柳扬)       | Gui Yuan     | -               | Es un sacerdote taoísta. |
| Wei Yunfeng (魏运峰)  | Mu Jing      | -               | |
| Li Gaoji (李高吉)     | Xiao Lizi    | -               | |

### Otros personajes
| Actor                  | Personaje | Nº de episodios | Notas |
| ---------------------- | --------- | --------------- | ----- |
| Qing Linhao (青琳昊)   | -         | -               | .     |
| Shen Baoping (沈保平)  | -         | -               | .     |
| Yin Hanxue (殷寒雪)    | -         | -               | .     |
| Dai Qihua (戴琪华)     | -         | -               | .     |
| Zhou Shengkun (周圣坤) | -         | -               | .     |
| 吴莉                   | -         | -               | .     |
| 李大川                 | -         | -               | .     |
| 李全有                 | -         | -               | .     |
| 张黎胜                 | -         | -               | .     |
| 张小明                 | -         | -               | .     |
| 周兴华                 | -         | -               | .     |
| 吴利华                 | -         | -               | .     |
| 许聪                   | -         | -               | .     |
| 高媛                   | -         | -               | .     |
| 小葵                   | -         | -               | .     |
| 陈君杰                 | -         | -               | .     |
| 李娜                   | -         | -               | .     |
| 郑佳雪                 | -         | -               | .     |
| 冯佳妮                 | -         | -               | .     |
| 赵三三                 | -         | -               | .     |
| 陈鹏宇                 | -         | -               | .     |
| 郭野                   | -         | -               | .     |
| 陆欢                   | -         | -               | .     |
| 夏小凡                 | -         | -               | .     |
| 关飞扬                 | -         | -               | .     |

## Episodios
La serie está conformada por 22 episodios.

## Música
El Soundtrack de la serie estuvo conformada por 2 canciones.
| No. | Intérprete         | Canción                      | Letra         | Compositor | Notas            |
| --- | ------------------ | ---------------------------- | ------------- | ---------- | ---------------- |
| 1   | Liu Xinqi (刘馨棋) | "我爱狐狸精"                 | 金十三 y 李旦 | 刘嘉       | (tema inicial)   |
| 2   | Luo Yunxi          | "Fox in the Screen" (屏里狐) | 金十三 y 李旦 | 刘嘉       | (tema de cierre) |

## Producción
La serie también es conocida como "The Screen Foxes".
Fue dirigida por Huang Chien-Hsun (黄建勋) y Zhou Haijun (周海军), quien contó con el apoyo del guionista Cao Xiaotian (曹笑天).
Los efectos visuales estuvieron a cargo de Ji Zhizhong (吉治中).
La serie también contó con el apoyo de la compañía de producción "Meridian Entertainment".